# Filip Müller (więzień Auschwitz)
Filip Müller (ur. 3 stycznia 1922 w Sereď, zm. 9 listopada 2013) – słowacki Żyd, jeden z ok. setki członków Sonderkommando, którzy przeżyli obóz w Auschwitz. Był świadkiem eksterminacji i zagazowania setek tysięcy Żydów. W 1979 opublikował książkę Eyewitness Auschwitz – Three Years in the Gas Chambers, która była relacją z pierwszej ręki dotyczącą wydarzeń w Auschwitz.
W kwietniu 1942 Filip Müller został przywieziony do niemieckiego obozu koncentracyjnego Auschwitz i otrzymał numer obozowy 29236. Został wyznaczony do budowy krematorium i komór gazowych. Później jego zadaniem było rozbieranie zagazowanych ludzi z ubrań, które były dezynfekowane. Wszystkie wartościowe przedmioty były przekazywane SS-manom. Następnie pracował przy paleniu zwłok.
Chcąc popełnić samobójstwo dołączył do grupy czeskich więźniów idących do komory gazowej, jednak jedna z kobiet powstrzymała go, mówiąc: „Więc chcesz umrzeć? To jest bez sensu. Twoja śmierć nie zwróci nam życia. To nie jest rozwiązanie. Musisz wyjść stąd żywy, musisz świadczyć o cierpieniu i krzywdzie, które mam wyrządzono”.
Müller do stycznia 1945 pracował w Sonderkommando. Po marszu śmierci do Niemiec został wyzwolony z podobozu Mauthausen w Gunskirchen w maju 1945. Od 1969 mieszkał w Europie Zachodniej. Był świadkiem w procesie oświęcimskim w Krakowie w 1947 i w kolejnym procesie oświęcimskim we Frankfurcie nad Menem w 1964. Jego zeznanie zostało opublikowane jako rozdział The Death Factory – dokumentacji Holocaustu opublikowanej w 1966.